# Philippe Marquis (ski acrobatique)
Pour les articles homonymes, voir Philippe Marquis.
Philippe Marquis, né le 9 mai 1989 à Québec, est un skieur acrobatique canadien. Il est le frère du skieur de bosses Vincent Marquis. Il est notamment médaillé d'argent des bosses en parallèle lors des Championnats du monde 2015 et médaillé à 13 reprises sur le circuit de la Coupe du monde FIS. Il a participé à 2 Jeux Olympiques en 2014 et en 2018. Il a par ailleurs été sur l'équipe canadienne durant 12 ans.

## Palmarès

### Jeux olympiques d'hiver
- Sotchi 2014 : 9e des bosses.
- Pyeongchang 2018 : 20e des bosses.

### Championnats du monde
| Édition/Discipline | Bosses | Bosses en parallèle |
| Mondiaux 2009      | 23e    | 12e                 |
| Mondiaux 2013      | 15e    | 7e                  |
| Mondiaux 2015      | 6e     | Argent              |
| Mondiaux 2017      | 16e    | 14e                 |
| Mondiaux 2019      | 6e     |                     |

### Coupe du monde
- Meilleur classement général : 8e en 2015.
- Meilleur classement en bosses : 3e en 2015.
- 13 podiums dont 2 victoires à Åre, le 9 mars 2012 et à Ruka, le 13 décembre 2014.